# A Noszty fiú esete Tóth Marival (film, 1938)
A Noszty fiú esete Tóth Marival 1938-ban bemutatott magyar játékfilm, amely Mikszáth Kálmán azonos című regénye alapján készült.

## Szereplők
- Szörényi Éva – Tóth Mari
- Jávor Pál – Noszty Ferenc
- Rajnay Gábor – Noszty Pál
- Gózon Gyula – Bubenyik
- Kiss Manyi – Kati
- Bilicsi Tivadar – Kopereczky báró
- Makláry Zoltán – Kozsehuba
- Simor Erzsi – Noszty Vilma

### További szereplők
Balassa János, Berczy Géza, Császár Terka, Falussy István, Fáy Béla, Fónay Márta, Halmay Tibor, Heltai Andor, Kelemen Lajos, Keleti László, Komár Júlia, Köpeczi-Boócz Lajos, Kováts Terus, Pázmán Ferenc, Petheő Attila, Pethes Ferenc, Pethes Sándor, Sugár Lajos, Szőreghy Gyula, Thellmann Erika, Uray Tivadar, Vándory Gusztáv, Zala Karola.